# Чедомир Стојковић
Чедомир Стојковић (Београд, 1982) српски је адвокат и политичар. Био је члан и директор Демохришћанске странке Србије (ДХСС). Тренутно је председник Групе Октобар која се залаже за увођење санкција Руској Федерацији. Залаже се за улазак Србије у НАТО.

## Политичка каријера
Родитељи су му из села Мрчић код Ваљева. Дипломирао је на Правном факултету Универзитета у Београду.
Био је истакнути члан и и директор Демохришћанске странке Србије (ДХСС). Дана 11. новембра 2013. године отворио је међународни студентски скуп SIM NATO, који је у Београду окупио око стотину учесника из 50 земаља. Тада је изјавио да Србија, као мост између Европе и Азије, треба да постане чланица НАТО пакта. Скуп су прекинули левичари раширивши анти-НАТО транспаренте.
Постао је познат широј јавности након инвазије Русије на Украјину када је његова адвокатска канцеларија саопштила да је "самостално увела санкције Руској Федерацији" и позвао Србију на увођење санкција Русији. Након протеста подршке Русији у Београду у марту 2022. године, његова канцеларија је поднела кривичне пријаве против свих учесника овог скупа. Заједно са Ненадом Чанком ишао је у посету Украјини током рата.
У новембру 2022. године основао је Савез грађана „Група Октобар“. У саопштењу се наводи да је циљ организације борба против режима Владимира Путина у Србији. Стојковић координише „тимом за идентификацију Путинових агената у Републици Србији“, на чијем се списку налазе бројне политичке и јавне личности попут Александра Вулина, Војислава Шешеља, Миломира Марића, Вука Јеремића и Слободана Антонића. Тврдио да је да Група Вагнер регрутује српске држављане за рат у Украјини.
На годишњицу инвазије Русије на Украјину 24. фебруара 2023. године учествовао је на протесту испред амбасаде Руске Федерације у Београду и покушао да руској амбасади достави торту с лобањом и црвеном глазуром која симболизује крв. Стојковић и активисти су у овој намери спречени од стране припадника МУП-а.
Контроверзни аустријски економиста и лобиста Гинтер Фелингер, познат по својим екстремним антисрпским ставовима, био је Стојковићев гост у Београду када су заједно присуствовали једној конференцији.

## Адвокатура
Био је адвокат глумца Бранислава Лечића након што га је Данијела Штајнфелд оптужила за силовање. Оптужио је Штајнфелд да је монтирала снимак разговора између ње и Лечића.

## Контроверзе
Дана 16. августа 2014. године приведен је у Ваљеву након што је при повратку са свог венчања заустављен од стране саобраћајне полиције и одбио да уради алко-тест и изађе из аутомобила. Том приликом је вређао полицајца. Судија је Стојковићу одредио казну од 95.000 динара, 11 месеци забране вожње и 20 казнених поена, а ваљевска полиција је против њега поднела кривичну пријаву због вређања и ометања полицајаца.